# Mandi (stato)
Lo Stato di Mandi fu uno stato principesco del subcontinente indiano, avente per capitale la città di Mandi.

## Geografia
Lo stato di Mandi era collocato nei pressi della catena montuosa dell'Himalaya, confinando ad ovest, nord ed est con il distretto di Kangra; a sud con Suket ed a sudovest con Bilaspur.

## Storia
Attorno al 1290 il rana di Banglaor succedette anche al trono di Siokot e unificò i due paesi in un solo dominio che solo dal 1527 prese il nome appunto di Mandi, dal nome della nuova capitale da poco fondata. Il nome significava letteralmente "mercato degli Hindi" per l'intensa attività commerciale che qui si teneva periodicamente. Esso giunse ad includere 3625 villaggi.
L'ultimo regnante di Mandi siglò l'ingresso all'Unione indiana il 15 aprile 1948.
Successivamente lo stato siglò il The Himachal Pradesh and Mandi (New State) Act, nel 1954, e lo stato di Mandi venne disciolto il 1 luglio 1954 e incorporato nello stato di Himachal Pradesh come distretto di Mandi.

## Governanti di Mandi

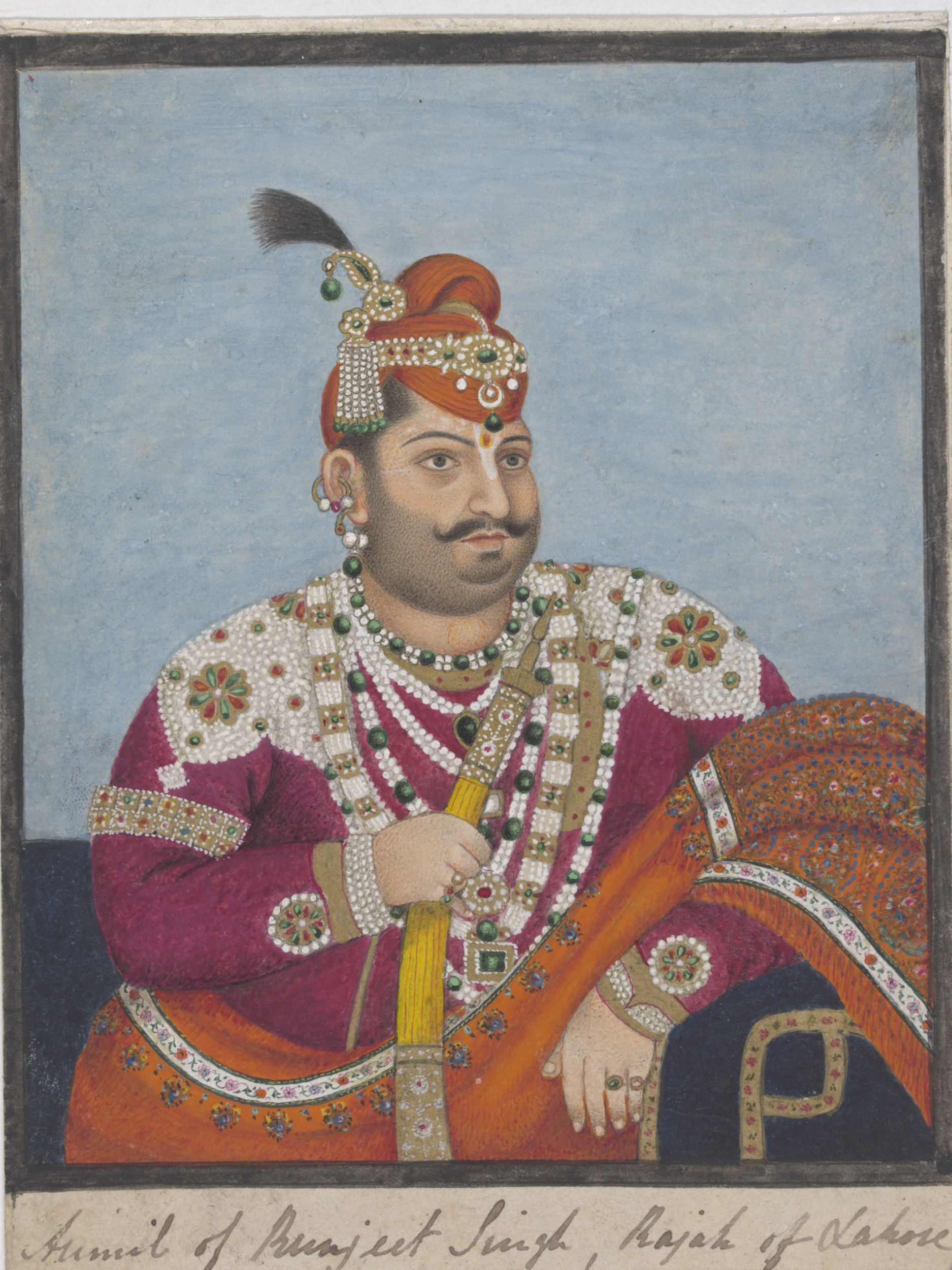
Ritratto di Ishwari Sen, raja di Mandi (r. 1788-1826)

I regnanti di Mandi avevano il titolo di raja.
- Kranchan Sen (r. 1290-1301), già rana di Banglaor dal 1278
- Ban Sen (r. 1301-1346)
- Kaian Sen (r. 1346-1387)
- Hira Sen (r. 1387-1405)
- Dharitri Sen (r. 1405-1425)
- Narindar Sen (r. 1425-1425)
- Prajar Sen (r. 1425-1470)
- Dilawar Sen (r. 1470-1499)
- Ajbar Sen (r. 1499-1534)
- Chhatar Sen (r. 1534-1554)
- Sahib Sen (r. 1554-1574)
- Narain Sen (r. 1575-1595)
- Keshab Sen (r. 1595-1616)
- Hari Sen (r. 1616-1637)
- Suraj Sen (r. 1637-1664)
- Shyam Sen (r. 1664-1679)
- Gaur Sen (r. 1679-1684)
- Sidhi Sen (r. 1684-1727)
- Shamsher Sen (r. 1727-1781)
- Surma Sen (r. 1781-1788)
- Ishwari Sen (r. 1788-1826)
- Zalim Sen (r. 1826-1839)
- Balbir Sen (r. 1839-1851)
- Bijai Sen (r. 1851-1902)
- Bhawani Sen (r. 1902-1912)
- Interregno (1912-1913)
- Joginder Sen (r. 1913-1948)

### Capi della casata di Mandi
- Joginder Sen (r. 1948-1986)
- Ashokpal Sen (r. 1986-oggi)